# Scinax perereca
Der neotropische Knickzehenlaubfrosch Scinax perereca gehört zur Familie der Laubfrösche. Innerhalb der Gattung gehört Scinax perereca zum Scinax rubra-Klade. "Perereca" ist in Tupí eine allgemeine Bezeichnung für Laubfrösche. Nach Faivovich et al. (2005) wird die Art innerhalb der Gattung Scinax zum Scinax ruber-Klade gezählt.

## Verbreitung
Die Art ist bisher nur von wenigen Fundorten von 0 bis 1000 m ü. NN aus den beiden brasilianischen Bundesstaaten São Paulo und Rio Grande do Sul, der argentinischen Provinz Misiones sowie dem südöstlichen Paraguay bekannt, wobei sie in Brasilien und Argentinien lokal häufig auftritt, in Paraguay jedoch selten ist.  

## Beschreibung
Dieser Knickzehenlaubfrosch ist im Vergleich zu anderen von mittlerer Größe (Männchen mit Kopf-Rumpf-Länge von 34 bis 38,5 mm). Der Kopf ist länger als breit. Die Schnauze erscheint im Profil fast rund und bei dorsaler Sicht zugespitzt. Der Canthus rostralis ist gerade. Die Iris ist kupferfarben, der Rücken braun mit dunkelbraunen Flecken, Hals und Bauch weiß, die Innenseiten der Schenkel gelb auf schwarzer Grundfarbe (sogenannte "flash colors"). Zudem finden sich weiße Flecken auf der Ober- und Unterseite der Gliedmaßen und drei schräg verlaufende dunkelbraune Streifen auf der Tibia.
Von ähnlichen Vertretern der Gattung kann man die Art am einfachsten anhand ihrer Kopf-Rumpf-Länge und ihres Paarungsrufes unterscheiden.

## Lebensraum und Ökologie
Die Art findet sich in Wäldern sowie am Waldrand, auch in Sekundärwäldern. Sie reproduziert sich in temporären und permanenten Gewässern und nutzt auch künstliche Gewässer und selbst mit Wasser gefüllte Wagenspuren.

## Gefährdung
Die IUCN listet Scinax perereca als „nicht gefährdet “ (Least Concern). Seine weite Verbreitung und die Tatsachen, dass sich die Art relativ gut an anthropogene Veränderungen anpassen kann, ein breites Spektrum von Habitaten annimmt und die Gesamtpopulation genügend groß geschätzt wird begründen dies. Die Bearbeiter sehen es als unwahrscheinlich an, dass die Bestände der Art schnell genug abnehmen können, um eine höhere Gefährdungsstufe zu rechtfertigen. Zudem kommt sie in mehreren Schutzgebieten vor. Hauptgefährdung für die Art ist die Rodung von Wäldern sowie die Anlage von Pinus-Monokulturen.

## Weblink
- Scinax perereca in der Roten Liste gefährdeter Arten der IUCN 2013.1. Eingestellt von: Lucy Aquino, Axel Kwet, Magno Vicente Segalla, Vanessa Verdade, Julian Faivovich, Diego Baldo, 2004. Abgerufen am 4. Oktober 2013.